# Maraapunisaurus
Az Maraapunisaurus a növényevő sauropoda dinoszauruszok egyik neme, amely talán a csoport valaha felfedezett legnagyobb tagja. Második faja, az M. fragillimus egyetlen fosszilizálódott csonton alapul, és 58 méteres hosszával talán a leghosszabb ismert gerinces állat lehetett, 122,4 tonnás tömegével pedig vetekszik a legnehezebb ismert állattal, a kék bálnával. Azonban, mivel az egyetlen fosszilis maradványa az 1870-es években történt tanulmányozását és leírását követően elveszett, jelenleg csak rajzok és ásatási jegyzetek bizonyítják a létezését. A legújabb vélemények szerint a méreteire vonatkozó becslések erősen túlzóak. Az Amphicoeliast a Morrison formáció 6-os sztratigráfiai zónájában találták meg.

## Anatómia
Maraapunisaurus fragillimus csak egyetlen 1,5 méter hosszú arcus vertebrae (a hátcsigolya hátsó része) alapján ismert, ami az utolsó, vagy az utolsó előtti, 2,7 méter hosszú D10-es vagy D9-es csigolyához tartozhatott. Emellett a csigolya mellett, Cope ásatási jegyzetei beszámolnak egy „combcsont nagy méretű végéről”, amit az óriási csigolyától alig tíz méterre találtak meg, és ez a leíratlan lábcsont valószínűleg ugyanahhoz az állathoz tartozott, amihez a csigolya is.

## AzM. fragillimustörténete
Az Amphicoelias fragillimust Oramel Lucas, egy E.D. Cope-nak dolgozó fosszíliavadász fedezte fel, nem sokkal azután, hogy Cope 1877-ben felfogadta. Lucas egy új sauropodafaj részleges csigolyáját (az arcus vertebrae-t és a csigolyanyúlványt) találta meg a Garden Parkban, a coloradói Cañon Citytől északra, a Camarasaurus lelőhelye közelében. A csigolya rossz állapotban őrződött meg, de elképesztően nagy volt, a magassága 1,5 és 2,7 méter között változott. Lucas 1878 tavaszán vagy nyarának elején eljuttatta a példányt (az AMNH 5777 jelzésű leletet) Cope-hoz, aki az év augusztusában egy új faj, az A. fragillimus holotípus példányaként jelentetett meg róla leírást. A név a latin fragillimus 'nagyon törékeny' szóból származik, ami az igen vékony laminákra (csigolya falakra) utal. Ahogy az Cope, Lucas lelőhelyekről szóló, 1879-es beszámolója alapján készült jegyzetéből kiderül, a példány a Camarasaurus lelőhelyétől délre, egy „Cope bütyke” néven ismert dombról került elő. Bár Cope eredetileg azt írta, hogy a hely a (középső kréta időszaki) dakota formációhoz tartozik, a Camarasaurushoz hasonló dinoszauruszok jelenléte a kőzetekben arra utal, hogy a lelet inkább a Morrison formációból, a késő jura időszak, tithon korszakából, 150 millió évvel ezelőttről származik. Egy óriási, fosszilizálódott combcsont, amit a csigolya közelében tártak fel, szintén az A. fragilimushoz tartozhat.

### A szétporladó óriás

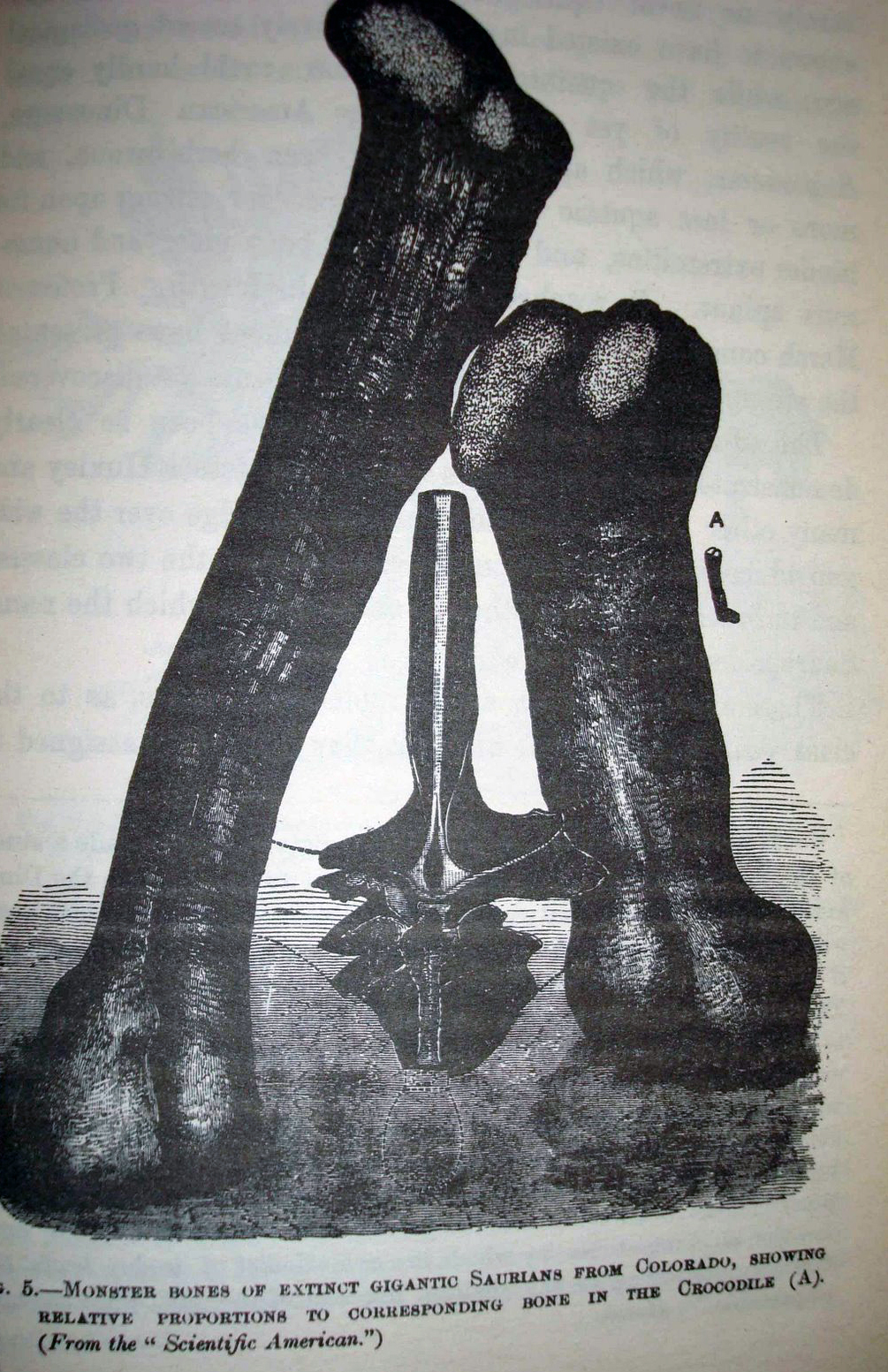
Az Maraapunisaurus fragillimus fosszíliájáról készült rajz, 1884-ből

Az A. fragillimushoz kapcsolódó óriási csontok gyakran kimaradnak a legnagyobb dinoszauruszokról szóló összegzésekből, főként azért, mert, ahogy az a további beszámolókból is kiderül, a csigolya és a combcsont holléte ismeretlen, a megtalálásukra irányuló kísérletek pedig mind kudarcot vallottak. Ken Carpenter 2006-ban bemutatott egy lehetséges forgatókönyvet az A. fragillimus példányok eltűnésére vonatkozóan. Ahogy Cope a leírásában megjegyezte, az arcus vertebrae nagyon törékeny volt, a fosszilis csontokat megszilárdító technikákat pedig még nem találták fel (Cope riválisa Othniel Charles Marsh volt az első, aki ilyen vegyszereket használt az 1880-as évek elején). Carpenter megfigyelte, hogy az A. fragillimus lelőhelyéről származó fosszilis csontok egy nagy mértékben szétmállott agyagkőben őrződtek meg, ami könnyen szétporlad és kis, szabálytalan kockákra töredezik.
Emiatt lehet, hogy a csont is szétporladt és Cope elvetette, miután a cikkéhez kapcsolódóan illusztrációt készített róla (Carpenter szerint ez megmagyarázhatja, hogy Cope miért rajzolta le a csigolyát egyetlen nézetben több helyett, ahogy azt más felfedezései esetében tette).
1994-ben, földradar felhasználásával képet alkotva a még földben levő csontokról, megpróbálták behatárolni az A. fragillimus és a többi faj eredeti lelőhelyét. Ez a kísérlet kudarcot vallott, mivel a fosszilizálódott agyagkő csontok sűrűsége megegyezik a körülöttük levő kőzetével, ami lehetetlenné teszi a megkülönböztetésüket. A hely topográfiájáról szóló egyik tanulmány szerint a fosszíliát tartalmazó kőzetrétegek súlyosan erodálódtak, és ez valószínűleg abban az időben is így volt, amikor Lucas rátalált az A. fragillimusra, ami arra utal, hogy a csontváz nagy része már elveszett, mire a csigolyát és a combcsontot megtalálták.
Carpenter (2006-ban) megjegyezte, hogy a fosszília rendkívüli mérete és rejtélyes eltűnése miatt Cope A. fragillimus leírását kétkedés fogadta, egyesek azt feltételezték, hogy tipográfiai hibák kerültek a mérési eredményekbe. Carpenter kijelentette, hogy minden ok megvan arra, hogy Cope-ot komolyan vegyék, megjegyezve, hogy az őslénykutató hírneve forgott kockán. A felfedezés a Csontháború idején történt, és Cope riválisa, O. C. Marsh, aki „mindig készen állt megalázni” Cope-ot, sosem vonta kétségbe ezeket az állításokat. Marsh ismert volt arról, hogy kémekkel figyeltette Cope felfedezéseit, és emiatt az Amphicoelias fragillimus csontjainak hatalmas mérete igazolt lehetett. Henry Fairfield Osborn és C.C. Mook 1921-ben, valamint John S. McIntosh 1998-ban szintén kétkedés nélkül elfogadták Cope adatait az áttekintésekben.

## Méret

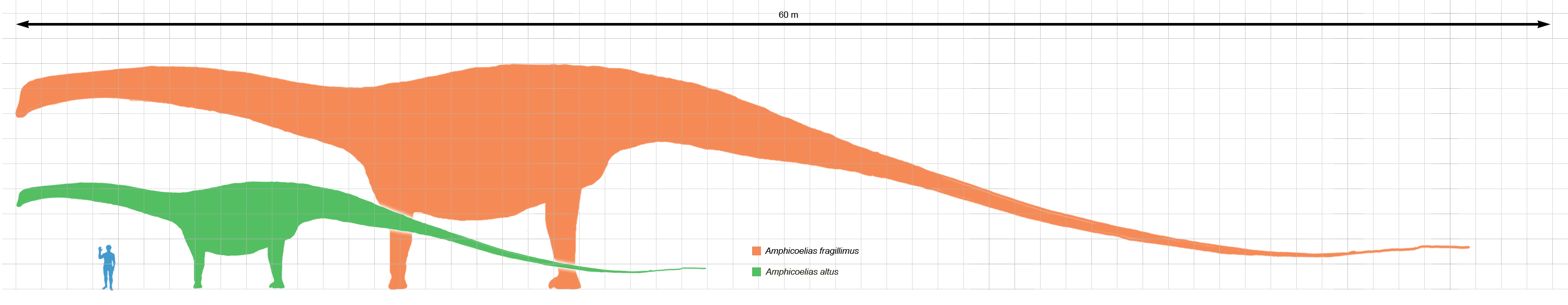
Az Amphicoelias altus, az Maraapunisaurus fragillimus és az ember méretének összehasonlítása

Az A. fragillimus teljes méretére vonatkozó becslés elkészítéséhez jobban ismert diplodocida (rendkívül hosszú és karcsú sauropodák családjába tartozó) fajok csontjainak összevetésére van szükség, feltételezve, hogy a relatív arányaik hasonlóak. Az eredeti cikkben Cope ezt úgy oldotta meg, hogy eltöprengett egy feltételezett A. fragillimus combcsontjának méretéről. Megjegyezte, hogy a többi sauropoda dinoszaurusz, például az A. altus és a Camarasaurus supremus esetében a combcsont rendszerint kétszer olyan magas, mint a legmagasabb hátcsigolya, és a becslés szerint az A. fragillimus combcsontja 12 láb (3,6 méter) hosszú lehetett. 1994-ben, a rokon Diplodocust referenciaként használva Gregory S. Paul 3,1–4 méter hosszúra becsülte az A. fragillimus combcsontjának hosszát. Az A. fragillimus 2006-os áttekintésében Ken Carpenter szintén a Diplodocust használta viszonyítási alapként, a combcsont magasságát pedig 4,3–4,6 méterre becsülte. Carpenter megbecsülte az A. fragillimus teljes méretét is, bár felhívta a figyelmet arra, hogy a diplodocidák relatív arányai fajonként eltérhettek. A jól ismert Diplodocusénak megfelelő arányokat feltételezve, Carpenter bemutatott egy 58 méter hosszúságot valószínűsítő becslést, ami abba a (40–60 méteres) tartományba esik, amit Paul állapított meg 1994-ben. Carpenter rámutatott arra, hogy még az A. fragillimus legkisebb becsült hossza is meghaladja a többi óriás sauropodáét, például a diplodocidák közé tartozó (32,5 méteres) Supersaurusét, a brachiosauridák közé tartozó (34 méteres) Sauroposeidonét és a titanosaurusok közé tartozó (30 méteres) Argentinosaurusét. Carpenter jóval spekulatívabb, jellegzetes arányokat mutatott be az A. fragillimus számára (ismét egy felnagyított Diplodocusból kiindulva), 16,75 méteres nyak-, 9,25 méteres test- és 32 méteres farokhosszt állapítva meg. Becslése szerint a teljes mellső láb 5,75 méter, a hátsó láb 7,5 méter, a teljes test (a hát legmagasabb pontja) pedig 9,25 méter magas volt. Összehasonlításképpen a kék bálna, amely közepes méretű a leghosszabb állatok között, 29,9 méter hosszú.
Bár az A. fragillimus aránylag vékony, hatalmas mérete mégis igen súlyossá teszi. A sauropodák esetében a tömeget jóval nehezebb meghatározni, mint a hosszúságot, mivel sokkal összetettebb egyenletekre van szükség, amik jóval nagyobb hibahatárral működnek az állat teljes arányainak kisebb ingadozásai miatt. Carpenter Paul 1994-es, a Diplodocus carnegii tömegére (11,5 tonna) vonatkozó becsléséből kiindulva az A. fragillimus számára 122,4 tonnás tömeget valószínűsített. A legnagyobb feljegyzett tömegű kék bálna körülbelül 173 tonna volt, a legnehezebb, jó állapotú maradványok alapján ismert dinoszaurusz, az Argentinosaurus pedig 80-100 tonnás lehetett, de ha a tömegbecslések pontosak, akkor ez az állat könnyebb volt a Bruhathkayosaurusnál, amely a becslés szerint elérte a 126 tonnát.

## Ősbiológia
Carpenter a 2006-os áttekintésében megvizsgálta az óriás sauropodák, köztük az Amphicoelias ősbiológiáját, és feltette a kérdést, hogy vajon miért ért el ez a csoport ilyen óriási méretet. Kimutatta, hogy az óriási méretek aránylag hamar megjelentek a sauropodák evolúciója során, ugyanis az igen nagy méretű fajok már a késő triász időszak elején kialakultak, amiből arra következtetett, hogy az evolúciós nyomás által elért nagy méret már a csoport korai eredeténél is jelen volt. Carpenter több, óriás növényevő emlősökről, például elefántokról és orrszarvúkról szóló tanulmányra hivatkozott, melyek szerint a nagyobb méret elérése a növényevő álltatoknál hatékonyabb emésztéshez vezet. Mivel a nagyobb állatok hosszabb emésztőrendszerrel rendelkeznek, a táplálék megemésztése jóval tovább tart, lehetővé téve a nagy állatok számára, hogy gyengébb minőségű táplálékon is fennmaradjanak. Ez különösen igaz azokra az állatokra, amelyeknek a bélrendszere mentén sok emésztőkamra van, amik az emésztés javítása érdekében lehetővé teszik a mikrobák összegyűjtését és a növényi anyagok lebontását. Evolúciós történetük során a sauropoda dinoszauruszok főként félszáraz, időszakosan csapadékos környezetekben éltek, ahol a száraz évszakban a táplálék minősége lecsökkent. Az Amphicoelias a modern óriás növényevőkhöz hasonlóan alapvetően szavannán élt, ami alátámasztja azt az elképzelést, hogy az óriás növényevők evolúcióját elősegíti a gyenge minőségű étel és a száraz környezet. Carpenter szerint a nagy méret további előnyökkel is jár, például védelem a ragadozókkal szemben, kisebb energiaköltség és hosszabb élettartam.
Az Amphicoelias élettereként szolgáló Morrison Formáció a modern szavannára emlékeztetett, de mivel a fűfélék a késő kréta időszakig nem jelentek meg, a domináns növények valószínűleg a harasztok voltak, melyek az Amphicoelias fő táplálékforrásai lehettek. Engelmann és szerzőtársai (2004-ben) az alacsony kalóriatartalomra hivatkozva elvetették a harasztokat, mint a sauropodák fő táplálékát, Carpenter azonban azt állította, hogy a sauropodák emésztőrendszere jól alkalmazkodott a gyenge minőségű táplálék kezeléséhez, lehetővé téve, hogy a harasztok alkossák a sauropodák étrendjének nagy részét. Emellett Carpenter szerint a nagy megkövesedett gyökerek alkalmankénti jelenléte 20-30 méteres fákra utal, ami a szavannával való összehasonlításnál eltérést jelent. Viszont a fák ritkák, és mivel a magas fák több vizet igényelnek annál, amit a szavanna általában biztosítani képes, valószínűleg a folyók és vízmosások mentén, szűk sávokban, galériaerdőkben helyezkedtek el, ahol több víz állt rendelkezésre. Carpenter felvetette, hogy az Amphicoeliashoz hasonló óriás növényevők napközben talán a galériaerdők árnyékát használták a testük hűtésére, és nagyrészt éjszakánként, a nyílt szavannán táplálkoztak.

## Fordítás
- Ez a szócikk részben vagy egészben a Amphicoelias című angol Wikipédia-szócikk ezen változatának fordításán alapul.  Az eredeti cikk szerkesztőit annak laptörténete sorolja fel. Ez a jelzés csupán a megfogalmazás eredetét és a szerzői jogokat jelzi, nem szolgál a cikkben szereplő információk forrásmegjelöléseként.

## Külső hivatkozások
- Re: Bruhathkayosaurus. Dinosaur Mailing List. [2017. május 22-i dátummal az eredetiből archiválva]. (Hozzáférés: 2009. október 14.)
- Re: Largest Dinosaurs. Dinosaur Mailing List. [2019. szeptember 13-i dátummal az eredetiből archiválva]. (Hozzáférés: 2009. október 14.)
- A new species of Amphicoelias. (Hozzáférés: 2009. október 14.)